# Web API
Web API是指網頁伺服器或网页浏览器的应用程序接口。它是網頁程式設計領域的一個概念，不過通常只有在人們談到网络应用程序的客户端（包括正在使用的Web应用框架）時的API時才會提到這一概念，在談及網頁伺服器或浏览器实现细节如服务器应用程序接口或它們的API時則不會提到Web API。